# Aphelandra ornata
Aphelandra ornata är en akantusväxtart som först beskrevs av Christian Gottfried Daniel Nees von Esenbeck, och fick sitt nu gällande namn av T. Anders.. Aphelandra ornata ingår i släktet Aphelandra och familjen akantusväxter. Inga underarter finns listade i Catalogue of Life.